# Manuel Monfort Asensi
Manuel Monfort Asensi (1736-1806) est un graveur aquafortiste espagnol, qui fut également trésorier de la Bibliothèque royale d'Espagne.

## Biographie

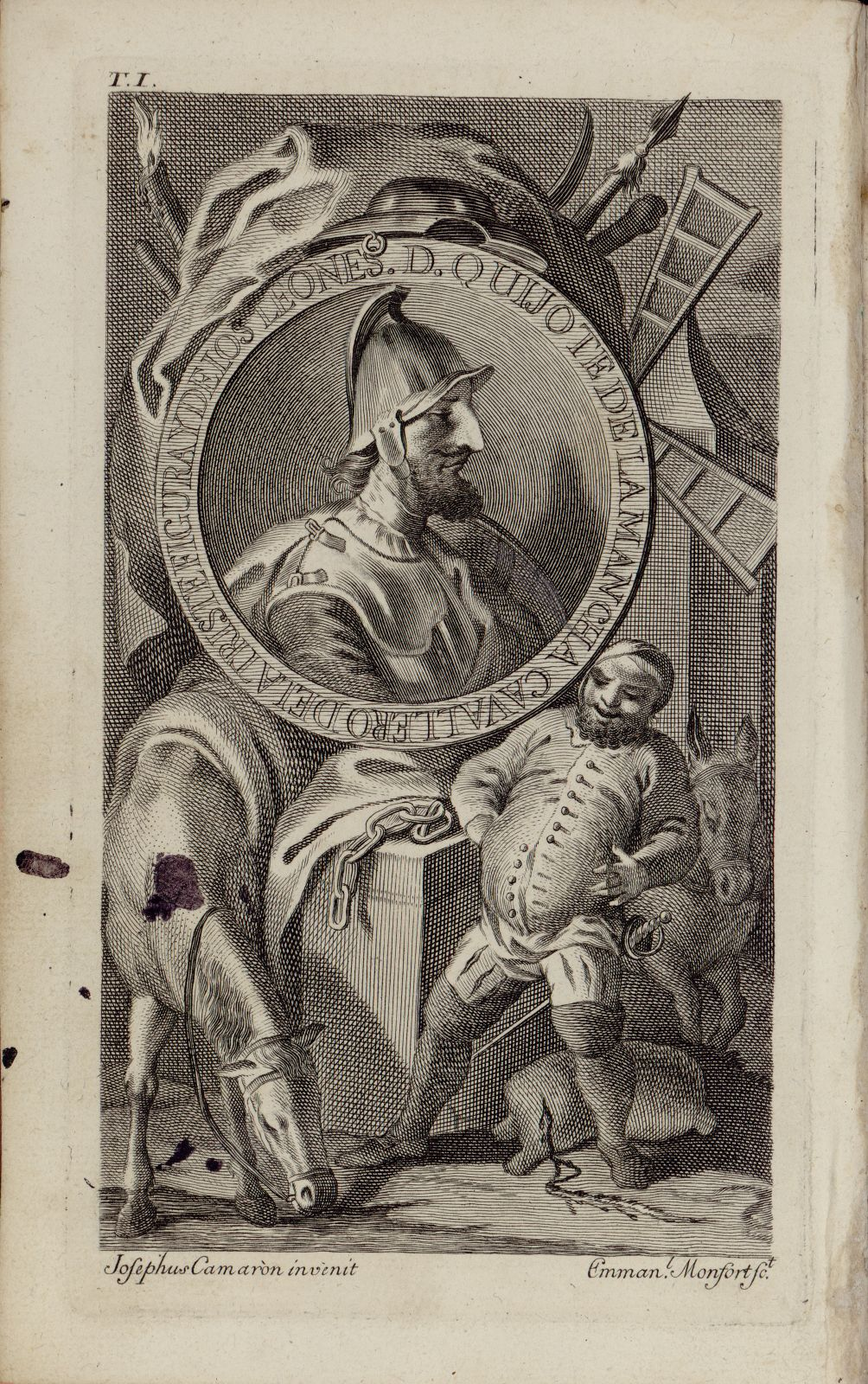
Frontispice du Quijote édité par Ibarra à Madrid en 1771, d'après un dessin de José Camarón Bonanat.

Fils de Rosa Asensi et de l'éditeur-imprimeur Benito Monfort Besades (1716-1785) originaire de Valence et fondateur d'une importante maison d'édition active jusqu'en 1854, Manuel est né dans cette ville le 26 mars 1736. Il est l'aîné d'une fratrie comprenant Benito II (1740-1788) et Raimundo (1745-1806), lequel fut également graveur. Leur père se remaria avec Luisa Gomez et eut six autres enfants.
Manuel commence sa formation artistique au sein de l'imprimerie de son père. Il acquiert les techniques de la gravure ainsi que celles du dessin, auprès du peintre José Vergara Gimeno (es) (1726-1799) qui fréquentait la famille Monfort.
De 1761 à 1778, il alterne les séjours entre Valence et Madrid, puis se fixe dans la capitale et se lie aux imprimeurs, et est présenté à la Cour. Il est nommé directeur des études des pensionnaires de l'Académie de San Carlos, et offre sa protection à de nombreux artistes valenciens dont le peintre Tomás López Enguídanos et le graveur Joaquín Ballester (es). Il collabore à d'ambitieux projets éditoriaux de l'Imprimerie royale (Imprenta Real).
Parmi ses plus belles collaborations en tant que graveur, on compte l'édition illustrée du Quijote par Joaquín Ibarra en 1771, ainsi que celle établie par Antonio de Sancha en 1777. Pour l'édition Ibarra, il exécute, entre autres, la gravure du frontispice de la première partie, dessinée par José Camarón Bonanat avec qui il avait déjà collaboré pour les Certamen literario (« Carnets littéraires ») publiés pour le Collège San Ignacio, sous la marque de son père Benito Monfort en 1761.
En définitive, sa production en tant que graveur reste peu abondante en raison de ses multiples autres activités. En 1784, par l'intermédiaire de son ami et protecteur Francisco Pérez Bayer, il est nommé administrateur et trésorier de la Bibliothèque royale d'Espagne et directeur de l'Imprimerie royale. Dans l'exercice de cette dernière fonction, il rédige les statuts du dépôt légal, puis ceux de la Chalcographie royale (Real Calcografía) dont Manuel Monfort devient ainsi le premier directeur.
En 1785, à la mort de son père, il est nommé en tant qu'aîné, administrateur de l'imprimerie Monfort, et doit verser de nombreuses pensions à ses frères. Du fait de ses autres fonctions et de la lourdeur financière de son nouveau statut d'imprimeur, il cède à son frère Benito la direction de l'imprimerie familiale, puis en 1788, l'imprimerie est reprise par le fils de celui-ci, Manuel Monfort Roda (1770-1822).
Manuel Monfort était membre de la commission qui rédigea les nouveaux statuts d'une institution devenue l'Académie des beaux-arts de San Carlos ; il fut également membre émérite de l'Académie royale des beaux-arts Saint-Ferdinand (Madrid).
En 1794, prenant sa retraite, il retourne à Valence où il meurt, sans enfant, le 25 février 1806.
L'un de ses neveux est Benito R. de Monfort (1800-1871), cofondateur entre autres de la Société héliographique à Paris.